# Niederkassel
Niederkassel (pronunciación en alemán: /ˌniːdɐˈkasl̩/ⓘ) es un municipio situado en el distrito de Rin-Sieg, en el estado federado de Renania del Norte-Westfalia (Alemania), con una población a finales de 2016 de unos 37 828 habitantes.
Se encuentra ubicado al sur del estado, en la región de Colonia, a la orilla del Rin y Sieg —un afluente derecho del Rin—, de la ciudad de Bonn y al norte del estado de Renania-Palatinado.